# خز أصفر الحلق
خز أصفر الحلق (الاسم العلمي:Martes flavigula) (بالإنجليزية: Yellow-throated Marten)‏ هو نوع من الثدييات يتبع جنس الخز من فصيلة العرسيات.